# چارلزتون (اورگن)
چارلزتون (به انگلیسی: Charleston) یک منطقهٔ مسکونی در ایالات متحده آمریکا است که در اورگن واقع شده‌است. چارلزتون ۳۱٫۰۹ متر بالاتر از سطح دریا واقع شده‌است.